# Osterath

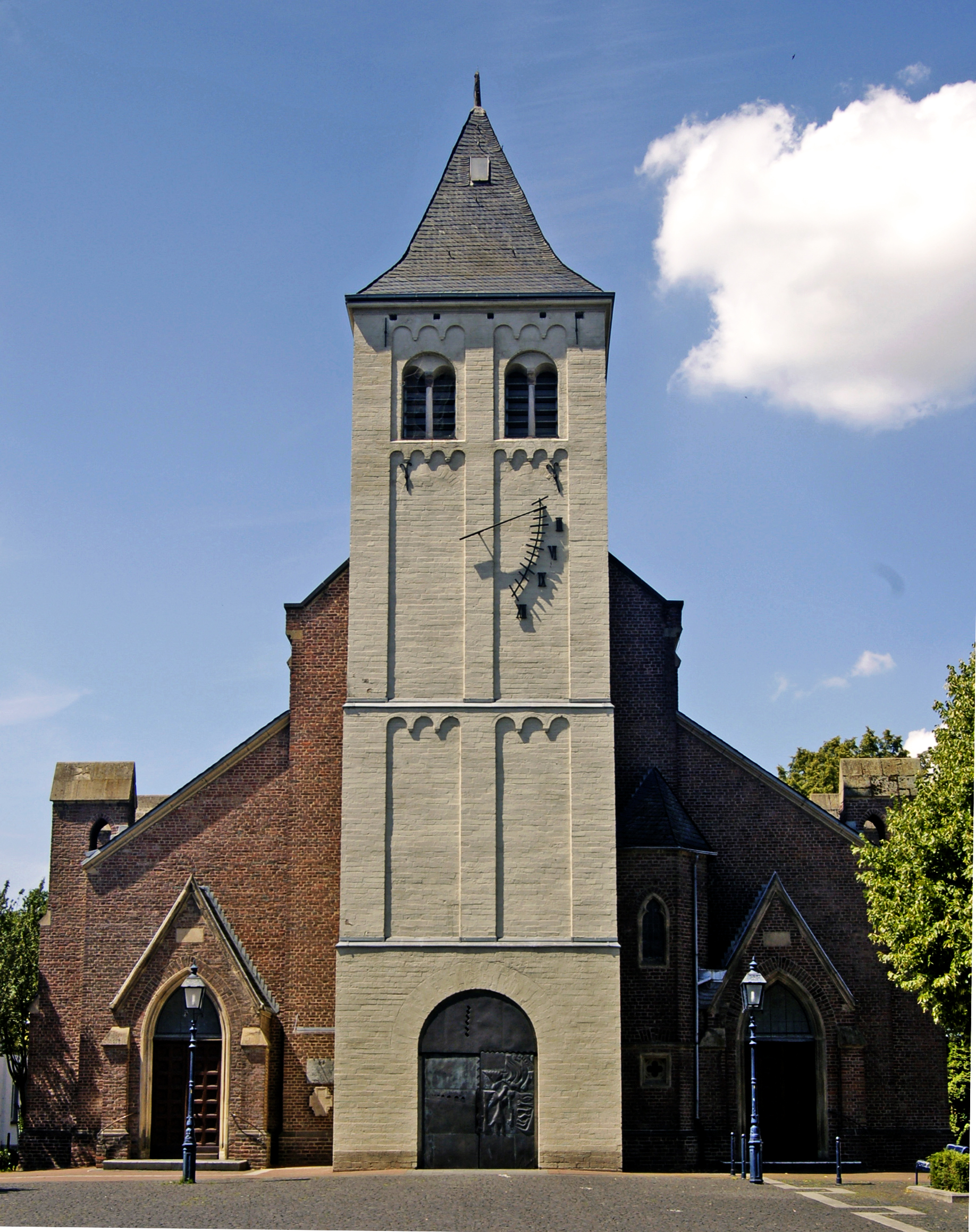
St. Nikolaus

Osterath ist einer von acht Stadtteilen der aufgrund der nordrhein-westfälischen Gemeindegebietsreform gegründeten Stadt Meerbusch. Er liegt im westlichen Bereich der Stadt. In Osterath leben auf einer Fläche von 1202 ha (entspricht 18 % der Stadt Meerbusch) 13.505 Einwohner (Stand: 2021), damit ist es nach Büderich der zweitgrößte Ortsteil.

## Geographie
Osterath liegt am linken Niederrhein und grenzt im Nordwesten an die Stadt Krefeld.

## Geschichte
Archäologische Funde deuten auf eine Besiedlung in römischer Zeit, nachweisbar sind erste Ansiedlungen zwischen dem 9. und 12. Jahrhundert. Der Name des heutigen Ortsteils wandelte sich von Ostradoe und Oistraide (13. Jahrhundert) über Oysterroede, Oesterraid, Oisterraids, Osterraidt, Osterath, Osteradt (17. Jahrhundert).
Das Osterather Kirchspiel bestand im 13. Jahrhundert aus 3,5 Honschaften. Der Dorfkern bestand aus zwei sich gegenüberliegenden Höfen, dem Ploeneshof und dem Gumpertzhof, die 1364 erstmals erwähnt wurden. Im 16. Jahrhundert existierten 27 kurmudspflichtige Höfe mit jeweils 50 bis 100 Morgen Ackerland. Hierzu gehörte zum Beispiel der direkt im Osterather Ortskern liegende Huysmannshof.
Auf Osterather Gebiet gab es zwei Mühlen, eine lag am Mühlbach in Bovert, die seit Ende des 12. Jahrhunderts Abgaben an das Kloster Meer zahlte, aber im 16. Jahrhundert untergegangen sein muss. Die zweite Mühle lag auf dem Weg zwischen Osterath und Willich. Sie wurde in der ersten Hälfte des 14. Jahrhunderts erbaut. Durch weitere Ansiedlungen wurde Osterath im 15. Jahrhundert zum Straßendorf, im 18. Jahrhundert wuchs der Ort durch zahlreiche Baumaßnahmen.
Von 1392 bis 1794 gehörte Osterath zum kurkölnischen Amte Linn. Osterath stand von 1798 bis 1814 unter französischer Herrschaft. Während dieser Zeit bildete Osterath eine Mairie nach französischem Vorbild und gehörte zum Kanton Uerdingen im Arrondissement Krefeld des Rur-Departements. Nachdem 1814 der gesamte Niederrhein auf dem Wiener Kongress dem Königreich Preußen zugeschlagen wurde, kam Osterath 1816 zum neuen Kreis Krefeld. Aus der Mairie Osterath der Franzosenzeit wurde die preußische Bürgermeisterei Osterath.
Die Ortsteile Dorf, Giesenend, Schweinum, Görgesheide, Hoterheide, Ivangsheide und Bovert bildeten Mitte des 19. Jahrhunderts die Gemeinde Osterath. Industrie und Gewerbe entwickelten sich rasch, nachdem 1855 die Eisenbahnstrecke Köln–Krefeld und 1898 die K-Bahn-Strecke Düsseldorf–Krefeld eröffnet wurden. Neben der Brauerei Bacher, die bis in die 1930er Jahre Altbier braute, wurden eine Mosaikfabrik, eine Sauerkrautfabrik, eine Schuhfabrik und eine Drahtseilfabrik gegründet.
Zwischen 1918 und 1953 amtierten abwechselnd Rudolf Bartels und Hugo Recken als Bürgermeister bzw. Gemeindedirektor von Osterath.
Bis zur Gebietsreform 1970 gehörte Osterath als Gemeinde zum Kreis Kempen-Krefeld. Mit der Neugliederung wurde der Hauptteil Osteraths am 1. Januar 1970 in die neu gegründete Stadt Meerbusch eingegliedert. Ein kleinerer Teil kam zur Stadt Willich.
Der Landtag von Nordrhein-Westfalen beschloss 1974 die Auflösung der Stadt Meerbusch und die Eingliederung von Osterath in die Landeshauptstadt Düsseldorf. Die Stadt Meerbusch erwirkte jedoch beim Verfassungsgericht in Münster die Aussetzung des Auflösungsbeschlusses. Der Landtag von Nordrhein-Westfalen bestätigte daraufhin 1976 die Existenz der Stadt Meerbusch.

## Historisches Wappen
Blasonierung: „In Blau eine im Schildfuß aufgehende und den umlaufenden Schildrand mit 14 Strahlen berührende goldene Sonne, bedeckt mit zwei silbernen gekreuzten Hacken.“

## Natur
Im Norden Osteraths gibt es insgesamt vier ehemalige Baggerseen, davon eine ehem. Lockergesteinsabgrabung (ca. 4 ha) nördlich vom Meyersweg (Objektkennung im LANUV-Biotop-Kataster: BK-4705-0016) und ein kleinerer an der Krefelder Straße. Zwei Seen (links ca. 2 ha, rechts ca. 2,5 ha) im Besitz der Kiesgrube Schmitz nordwestlich der Reha-Klinik (BK-4705-0018), die lediglich durch einen Fahrwegdamm voneinander getrennt sind, wird seit 1962 vom örtlichen Angelsportverein „Anglergilde“ gepachtet. Diese Seen, zusammen mit nördlichen Seen in Krefeld, stellen ein wichtiges Brut- und Nahrungshabitat für Eisvogel und Uferschwalbe dar und bieten zudem Lebensraum für weitere Wasservögel. Die Röhrichtbestände haben durch Nutria-Fraß Verluste erfahren.
Östlich von Bovert schließt sich das Naturschutzgebiet Der Meerbusch an, welches aber formal auf dem Gebiet des Nachbarstadtteils Büderich und der Nachbarstadt Kaarst liegt.

## Kultur und Sehenswürdigkeiten

### Bauwerke
Bahnhof 

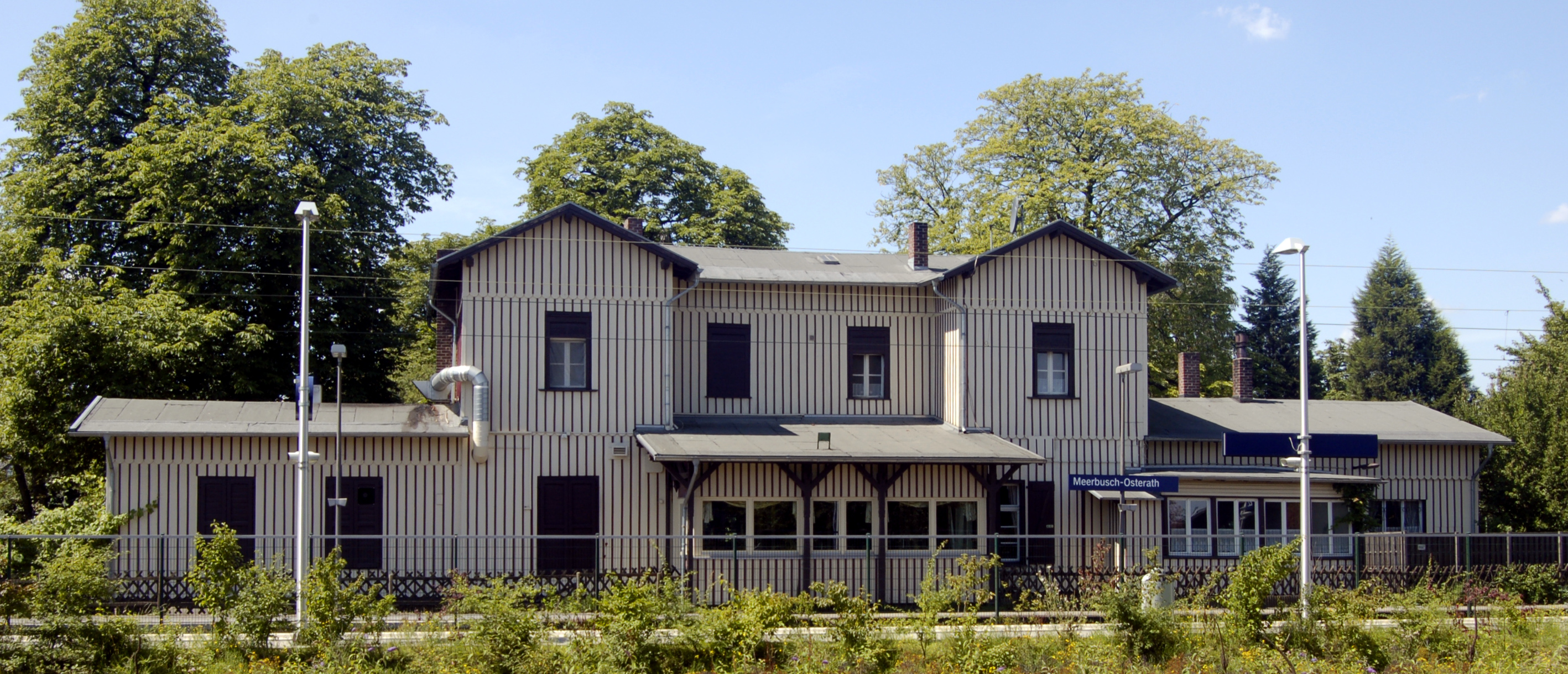
Osterather Bahnhof, Ansicht der Gleisseite

Der Osterather Bahnhof nahe der Ortsmitte wurde 1856 durch die Köln-Krefelder Eisenbahn-Gesellschaft gebaut. Das Gebäude, das außen mit Holzpaneelen verkleidet ist, steht unter Denkmalschutz.
Kirche St. Nikolaus

Die römisch-katholische Kirche St. Nikolaus wurde vermutlich im 13. Jahrhundert gebaut. Ihr musste eine bereits bestehende Kapelle weichen. Die Kirche wurde 1855 erweitert, an den vierstöckigen Turm aus Tuffstein aus dem 12. Jahrhundert wurde ein neues Langhaus gebaut. Dabei wurde die Ausrichtung verändert, das ehemalige Kirchenschiff stand auf dem heutigen Kirchplatz. Seit 1972 beherbergt die Kirche die Reliquien von Hildegundis von Meer. Seit Januar 2010 ist St. Nikolaus Filialkirche der Pfarrgemeinde Hildegundis von Meer. Pfarrkirche ist die St.-Stephanus-Kirche in Lank-Latum. siehe auch: Liste von Sakralbauten in Meerbusch
Alte Vikarie

Das alte Vikariegebäude aus der zweiten Hälfte des 17. Jahrhunderts ist das, unter Denkmalschutz stehende, Fachwerkgebäude an der Hochstr. 20/Ecke Bommershöferweg. Es war Bestandteil eines Fonds, aus dem sich die Vikarstelle finanzierte und stand dem Osterather Vikar zur freien Verfügung. Zum Gebäude gehörten auch Stall, Schuppen und ein kleiner Garten. Zur Mitte des 20. Jahrhunderts war das Haus, hauptsächlich durch Feuchtigkeit, soweit geschädigt und auch nicht mehr standesgemäß, dass es dem Kirchenvorstand unökonomisch erschien an diesem Gebäude festzuhalten. Es wurde mit Planungen zur Finanzierung eines neuen Vikariegebäudes begonnen. Das ehemalige Gartengrundstück wird heute von der benachbarten Gastronomie genutzt. Der vom derzeitigen Eigentümer beantragte Abriss wurde vom Verwaltungsgericht Düsseldorf abgelehnt.
Alte Brauerei

Die alte Brauerei entstand als Produktionsstätte der 1874 gegründeten Brauerei Bacher. 1931 wurde der Braubetrieb zu Gunsten eines reinen Bierverlags aufgegeben. Seit 1980 stellte die Stadt Meerbusch
als neue Eigentümerin die Immobilie für kommunale Aufgaben und für den Vereinssport zur Verfügung. 2008 erwarb die Alte Brauerei Projektgesellschaft mbH das Gebäude und führte eine umfassende Kernsanierung und verschiedene Umbaumaßnahmen durch, bei denen die markante Fassade und die inneren Strukturen des Gewerbebaues bewusst erhalten wurden. 2010 wurde dort unter dem Namen „Forum für Bürokultur – Alte Brauerei“ eine Büromöbel-Ausstellung eröffnet.
Buch- und Kunstkabinett Mönter

In der 1883 errichteten Dampfmühle (denkmalgeschützt) am Kirchplatz 1 richtete Konrad Mönter im Jahre 1983 ein Bücherhaus ein und veranstaltete seitdem Lesungen und die so genannten Treppenhauskonzerte. 1988 wurde für Bücher, Kunst und Kultur mehr Raum in umgebauten Nebenhäusern geschaffen. Nun unter der Anschrift Kirchplatz 1–5 fanden in den Räumen regelmäßig Ausstellungen nationaler und internationaler Künstler statt. Im Skulpturenhof fanden Besucher Skulpturen von Bernar Venet, Ingrid Roscheck, Michel Sauer, Will Brüll, Rainer Barzen, Lee Young-Jae und boten außerdem Bildhauern die Gelegenheit ihre Arbeiten zu präsentieren. Im Jahre 2020 gab Konrad Mönter das Unternehmen auf.

### Kunst
Skulpturen von Will Brüll:

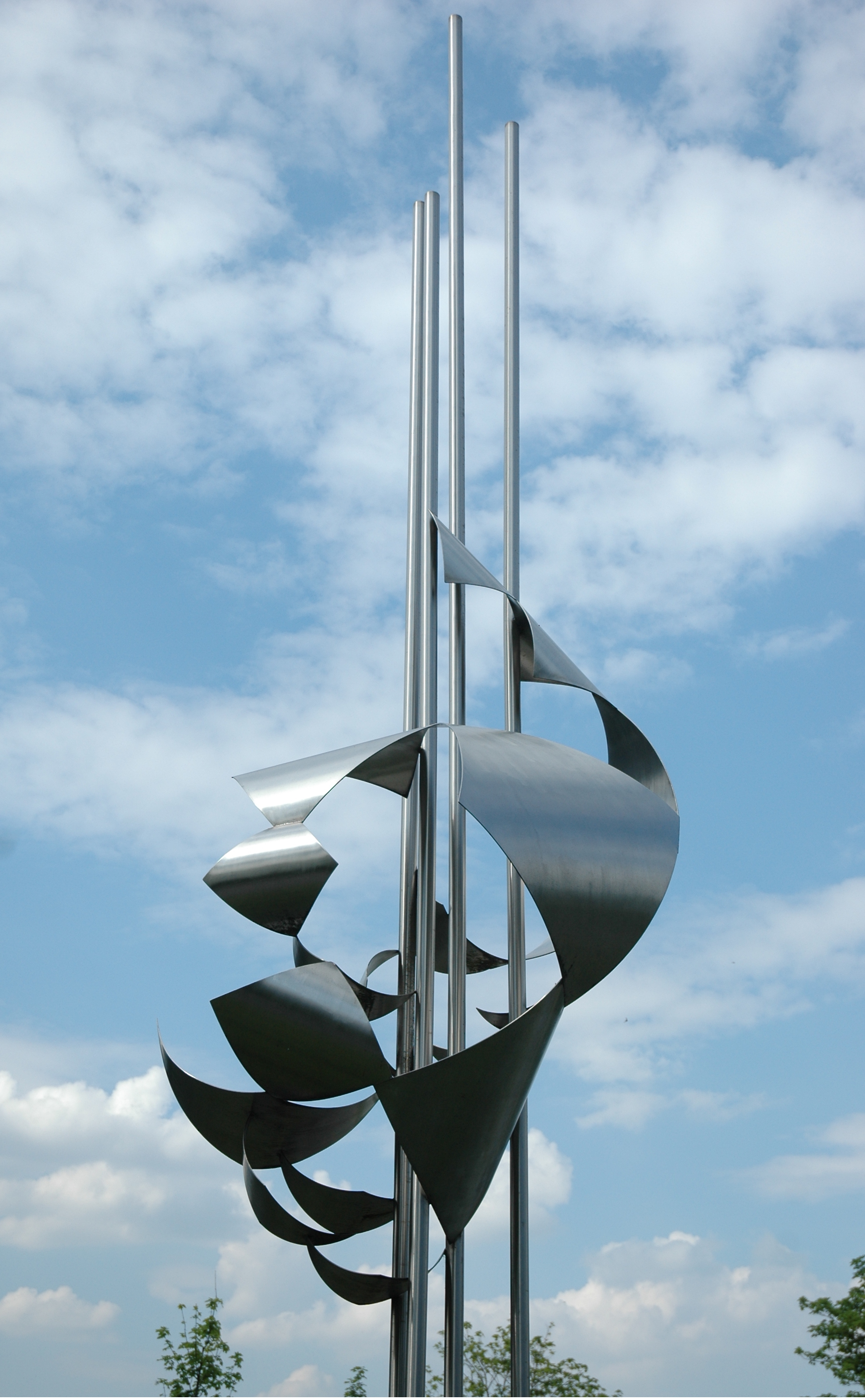
Großer Raumwirbel, Stahlplastik aus dem Jahre 1965

Will Brüll, ein Osterather Bildhauer, erstellte Plastiken aus Edelstahl.
- Großer Raumwirbel – 1965 im Kreisverkehr an der Willicher Straße in der unmittelbaren Nähe der Mühle, in der Brüll lebte und arbeitete, der Stadt als Dauerleihgabe übergeben im Februar 2004[10]
- Die Gebeugten auf dem Friedhof am Bommershöfer Weg

### Museen
Auf dem Gelände der Umspannanlage Osterath befindet sich seit 1981 die Elektrothek Osterath. Das Museum dokumentiert die Geschichte der Elektrotechnik.

## Verkehr

### Straßen
Osterath verfügt über drei Autobahnanschlüsse, nördlich an die A 44 (Abfahrt Fischeln/Osterath – Krefelder Straße), südlich an die A 52 (Abfahrt Kaarst-Nord/Osterath) und westlich an die A 57 (Anschlussstelle Bovert). 

### Regionalverkehr
Wie oben erwähnt verfügt Osterath über einen Anschluss an die Linksniederrheinische Strecke mit Verbindungen nach Düsseldorf, Krefeld, Neuss und Köln. Der Bahnhof Meerbusch-Osterath ist der einzige Bahnhof in Meerbusch und wird von den Regionalexpress-Linien RE 7 (Krefeld–Rheine) betreiben durch National Express und RE 10 (Kleve–Düsseldorf) der Rhein Ruhr Bahn im Stunden- bzw. Halbstundentakt angefahren. Wochentags verstärkt die RB 37 des Unternehmens TRI den RE 7 zwischen Krefeld und Neuss zu einem 30-Minuten-Takt.
| Linie | Linienbezeichnung                                    | Linienverlauf                                                                                        |
| ----- | ---------------------------------------------------- | --- |
| RE 7  | Rhein-Münsterland-Express Netz: Rhein-Wupper Schiene | Rheine – Münster – Hamm – Hagen – Wuppertal – Solingen – Köln – Neuss – Meerbusch-Osterath – Krefeld |
| RE 10 | Niers-Express Niers-Rhein-Emscher-Netz               | Düsseldorf – Meerbusch-Osterath – Krefeld – Geldern – Kleve (nur Mo–Fr, Sa/So im Stundentakt)        |
| RB 37 | Niers-Erft-Bahn Netz: einzeln vergeben               | Neuss Hbf – Meerbusch-Osterath – Krefeld-Oppum – Krefeld Hbf (verkehrt nur Wochentags)               |

kursiv: Takt > 60 Min.; fett: Takt < 60 Min.

### Stadtbahn und Busverkehr
Außerdem gibt es in Osterath vier Stadtbahn-Haltestellen entlang der ursprünglichen seit 1898 von der Rheinbahn betriebenen K-Bahn zwischen Düsseldorf und Krefeld. Heute werden die Haltestellen Bovert, Kamperweg, Hoterheide und Görgesheide (in Fahrtrichtung Krefeld geordnet) von den Stadtbahnlinien U 74 (nur zeitweise und bis Görgesheide) und U 76 bedient. Während der HVZ verkehrt zudem die Linie U 70 aber ohne Halt am Kamperweg und an der Görgesheide.
Neben den schon länger bestehenden Busverbindungen nach Lank-Latum (Rheinbahn-Linie 832) sowie nach Willich und Viersen (BVR-Linie 071) gibt es seit 2018 eine Schnellbus-Verbindung in den Düsseldorfer Norden: Die Rheinbahn-Linie SB 52 verkehrt montags bis samstags über die Flughafenbrücke bis zur Stadtbahn-Haltestelle Nordpark/Aquazoo.

## Wirtschaft
In den Gewerbegebieten Mollsfeld, Mollsfeld-Nord, Breite Straße und Rudolf-Diesel-Straße haben sich unterschiedliche Firmen angesiedelt. Mollsfeld wurde seit 2005 mit dem Bau des Berufsbildungszentrums der Deutschen Vermögensberatung nach Norden erweitert. Der in der Karte erkennbare Garten (ein quadratischer Spazierweg mit Bepflanzung) wurde unter der Initiative Green Way von EPSON errichtet, die ebenfalls in diesem Gewerbegebiet ihren deutschen Sitz hat. Dagegen dient die Breite Straße hauptsächlich als Logistikstandort. So liegt hier z. B. das Speditionszentrum von Galeria Kaufhof für Direktlieferung. 1999 wurde in Osterath die St.-Mauritius-Therapieklinik, eine Reha-Klinik eingeweiht. Die medicoreha Welsink Akademie führt mit ihren staatlich anerkannten Fachschulen für Physiotherapie und Ergotherapie für ihre Auszubildenden die praktische Ausbildung in der St.-Mauritius-Therapieklinik durch.

### Konverter
Der Stromnetzbetreiber Amprion plant südlich von Osterath eine so genannte doppelte Konverterstation als Erweiterung der bestehenden Umspannanlage Osterath. Gegen diese Ausbaupläne gibt es massiven Widerstand seitens vieler Meerbuscher Bürger, die sich in einer Bürgerinitiative zusammengeschlossen haben, des Meerbuscher Stadtrates, der den Bau in einer Resolution einstimmig ablehnte, sowie verschiedener weiterer Gruppen und Einzelpersonen.

### Ehemaliges Ostara-Gelände
Die ehemalige Stein- und Mosaik-Fabrik Ostara direkt neben dem Bahnhof war bis 2001 in Betrieb. Seitdem bis 2006 wurden die Gebäude nicht genutzt (von Feuerwehrübungen abgesehen). Seit 1996 steht dies als Eigentum der Carat-Gruppe aus Oberhausen, die das Gebäude für den Bau eines Frischemarkts abreißen ließ. Dabei wurde im Juli 2007 eine 250 kg schwere Fliegerbombe gefunden, bei deren Entschärfung alle Bewohner im Umkreis von 250 Metern ihre Wohnungen verlassen sowie im Bereich zwischen 250 und 500 Metern ihre Fenster und Türen geschlossen halten mussten.
Der Bau des Frischemarkts wurde zuerst wegen der Befürchtung, der Osterather Einzelhandel könne die großen Verluste nicht ertragen, vor allem von der SPD abgelehnt. Aufgrund eines positiven Untersuchungsergebnisses der Hamburger Gfk GeoMarketing genehmigte ihn die CDU-Fraktion. Die Verluste des Einzelhandels sollen 500.000 bis 600.000 Euro betragen, daher seien Leerstände nicht zu erwarten.